# Chiana
Pour les articles homonymes, voir Chiana (homonymie).
Chiana est un personnage fictif de la série télévisée Farscape.

## Courte histoire

### Qui est-elle?
Chiana est une Nébari, ressortissante d'un empire totalitaire qui impose à ses citoyens le contrôle de leurs actions et de leurs émotions. Rebelles, Chiana et son frère se sont échappés de Nébari Prime, la planète capitale, mais ont été séparés et Chiana a été finalement capturée. C'est une collision du vaisseau qui la ramenait chez elle avec Moya qui lui rendra sa liberté.

### Apparition
Chiana apparait dans l'épisode 15 de la première saison : Le retour de Durka. Elle devient dès lors un membre à part entière de l'équipage de Moya.

### Caractère
Chiana tient à sa liberté et en profite autant qu'elle le peut, au risque de s'attirer des ennuis. Elle est aussi rapide pour faire connaissance et plus, avec des inconnus.

### Divers
- Au cours de la troisième saison, Chiana acquiert accidentellement la capacité de voir l'avenir au prix d'une cécité temporaire dont la durée ne cessera d'augmenter avec le temps.
- Elle développe une relation avec Ka D'Argo mais le trompe ensuite avec son fils. Elle essaiera de regagner sa confiance et son amour jusqu'à la fin de la série.
- Chiana ne peut ni bronzer ni brûler car sa peau (grise) réfléchit les radiations.